# 路易·韦尔内
路易·韦尔内（法語：Louis Vernet，1870年5月5日—1946年3月19日），法国男子射箭运动员。他曾代表法国参加1908年夏季奥林匹克运动会射箭比赛，获得一枚银牌。他于1946年在舒瓦西欧巴克去世。